# Acacia ruppii
Acacia ruppii är en ärtväxtart som beskrevs av Joseph Henry Maiden och Ernst Betche. Acacia ruppii ingår i släktet akacior, och familjen ärtväxter. Inga underarter finns listade i Catalogue of Life.